# Blitzingen
Blitzingen es una comuna suiza del cantón del Valais, situada en el distrito de Goms. Limita al norte y este con la comuna de Grafschaft, al sureste con Ernen, al sur con Niederwald, y al oeste con Bellwald.